# Aleksandr Anochin
Aleksandr Wasiljewicz Anochin (ros. Александр Васильевич Анохин, ur. 1894 w Niżnym Nowogrodzie, zm. 14 czerwca 1938) – radziecki polityk, działacz partyjny.

## Życiorys
W 1914 ukończył szkołę realną w Niżnym Nowogrodzie i wstąpił do SDPRR(b), 1914-1915 studiował na Wydziale Fizyko-Matematycznym Uniwersytetu Moskiewskiego, a 1915-1917 w Moskiewskiej Wyższej Szkole Technicznej, 1917 powołany do armii, skończył szkołę chorążych w Moskwie. W 1917 aresztowany i zwolniony, od 1917 przewodniczący powiatowego komitetu SDPRR(b) w Nowogrodzie Wołyńskim, 1918 przewodniczący Komitetu Wykonawczego Rady Powiatowej w Nowogrodzie Wołyńskim, 1918-1919 przewodniczący Gubernialnego Trybunały Rewolucyjnego w Niżnym Nowogrodzie, 1919-1920 przewodniczący Moskiewskiego Gubernialnego Trybunału Rewolucyjnego. W 1920 szef Wydziału Politycznego Kolei Samarsko-Złatoustskiej i Wydziału Politycznego Kolei Orenbursko-Taszkenckiej, od 24 grudnia 1920 do czerwca 1921 przewodniczący Komitetu Wykonawczego Orenbursko-Turgajskiej Rady Gubernialnej, od czerwca do 18 sierpnia 1921 przewodniczący Komitetu Wykonawczego Orenburskiej Rady Gubernialnej, 1921 p.o. sekretarza odpowiedzialnego Kirgiskiego Komitetu Obwodowego RKP(b). Od grudnia 1921 do maja 1923 przewodniczący Komitetu Wykonawczego Wołogodzkiej Rady Gubernialnej, 1923-1924 przewodniczący Komitetu Wykonawczego Witebskiej Rady Gubernialnej, 1924 zastępca przewodniczącego Rady Komisarzy Ludowych Białoruskiej SRR, 1924-1925 szef Zarządu Podatkowego Ludowego Komisariatu Finansów ZSRR. 1925-1929 szef Głównego Zarządu Gospodarki Komunalnej NKWD RFSRR, 1929-1931 kierownik Zarządu Zaopatrzenia Obwodu Zachodniego (późniejszy obwód smoleński), 1931-1935 członek Prezydium Wszechzwiązkowej Rady Gospodarki Komunalnej przy Centralnym Komitecie Wykonawczym (CIK) ZSRR, od 1935 przewodniczący Rady Miejskiej Magnitogorska, do stycznia 1938 szef sektora Państwowej Komisji Planowania przy Radzie Komisarzy Ludowych RFSRR.
31 stycznia 1938 aresztowany, 14 czerwca 1938 skazany na śmierć przez Wojskowe Kolegium Sądu Najwyższego ZSRR "za przynależność do kontrrewolucyjnej organizacji terrorystycznej" i rozstrzelany. 6 czerwca 1956 pośmiertnie zrehabilitowany.